# Saint-Sernin-du-Bois
Saint-Sernin-du-Bois – miejscowość i gmina we Francji, w regionie Burgundia-Franche-Comté, w departamencie Saona i Loara. Nazwa miejscowości pochodzi od imienia św. Saturnina.
Według danych na rok 1990 gminę zamieszkiwało 1855 osób, a gęstość zaludnienia wynosiła 126 osób/km² (wśród 2044 gmin Burgundii Saint-Sernin-du-Bois plasuje się na 110. miejscu pod względem liczby ludności, natomiast pod względem powierzchni na miejscu 660.).